# St. Leonhard (Gottenau)

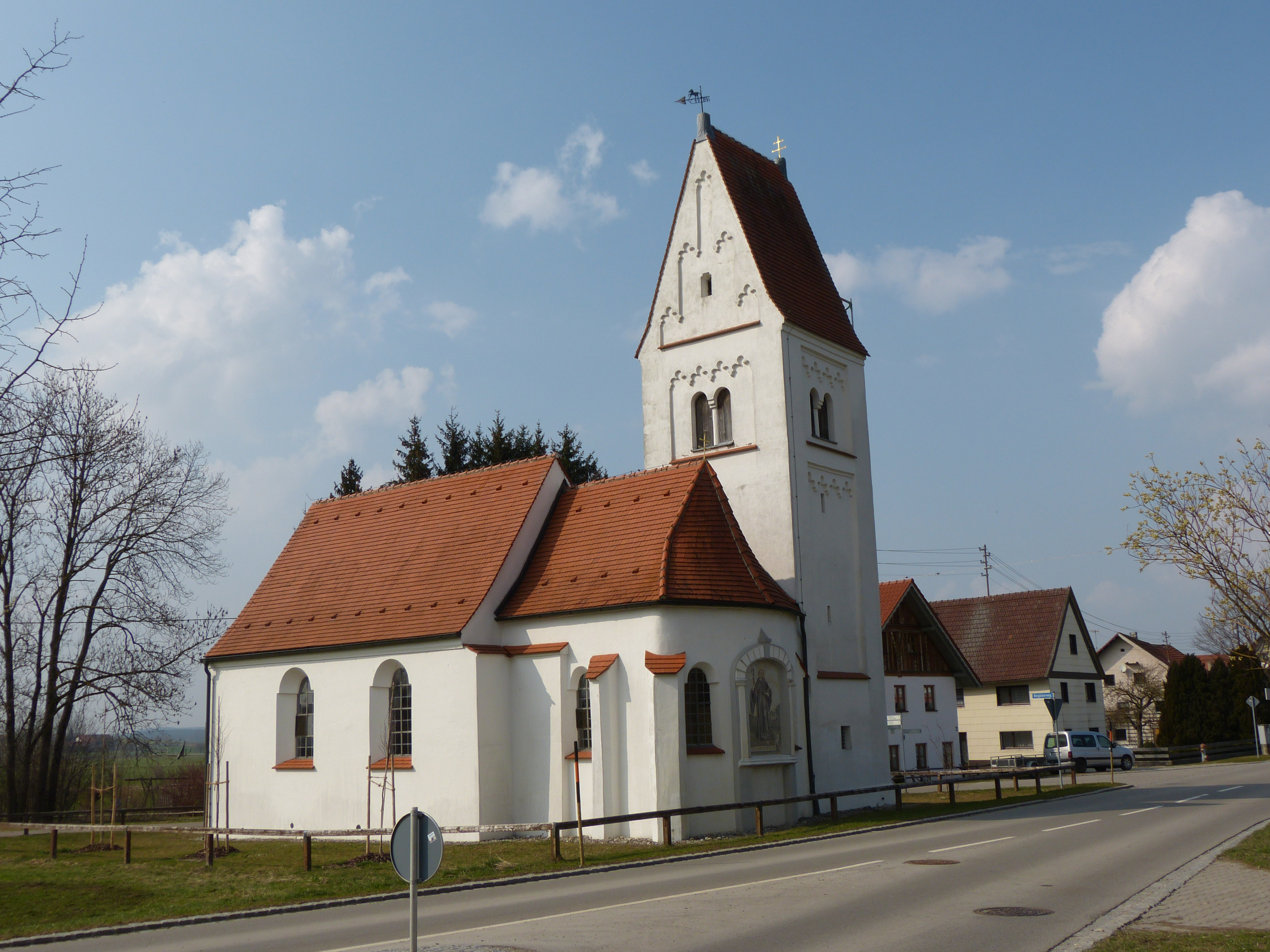
Kirche St. Leonhard in Gottenau

Die römisch-katholische Filialkirche St. Leonhard befindet sich im oberschwäbischen Gottenau einem Ortsteil von Markt Rettenbach im Landkreis Unterallgäu in Bayern. Die Kirche steht unter Denkmalschutz.

## Zugehörigkeit
Die Filiale Gottenau gehört zur katholischen Pfarrei St. Jakobus in Markt Rettenbach, Pfarreiengemeinschaft Markt Rettenbach, Dekanat Memmingen im Bistum Augsburg.

## Geschichte
Der Kern des Kirchturmes und des Chores der bestehenden Kirche ist spätmittelalterlich. Im Jahr 1723 wurde vermutlich das Langhaus errichtet. In diese Zeit fällt auch der Umbau des Chorgewölbes. Eine Restaurierung fand im Jahr 1949 statt.

## Baubeschreibung

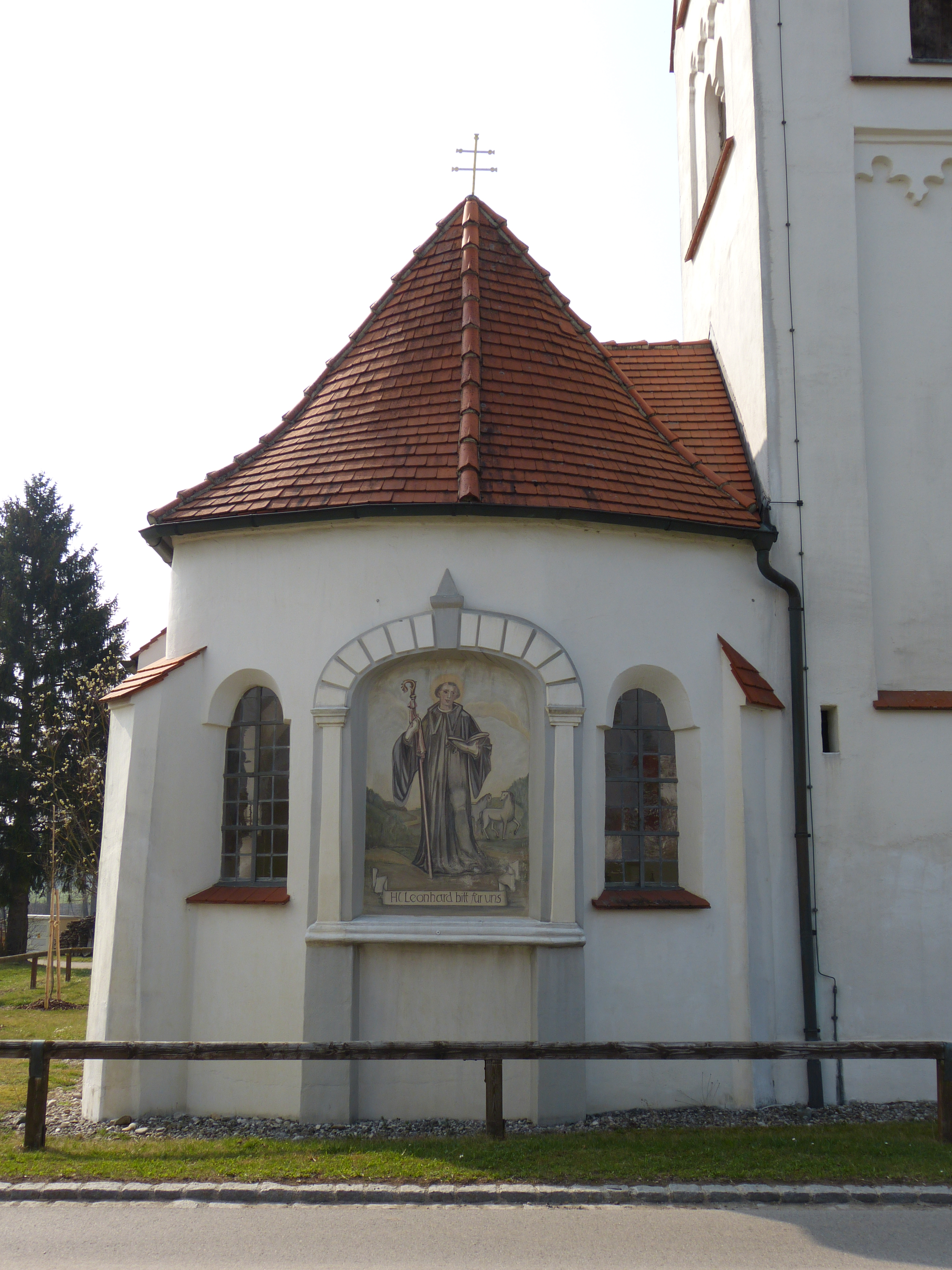
Chorstirnwand mit der Darstellung des heiligen Leonhard

Das Langhaus der Kirche besteht aus zwei Fensterachsen und besitzt eine Flachdecke. An der Nordseite des Langhauses befindet sich der rundbogige Eingang mit Rustikarahmung. In diesem sind abgesetzte Fenster mit Rundbogen sowie innen an der Westseite eine Empore vorhanden. Der Chor mit 3/8 Schluss ist leicht eingezogen. Dieser enthält ein Tonnengewölbe, welches durch Grate in drei schmale Joche mit Stichkappen aufgeteilt ist. Zwei Strebepfeiler sind an der Außenfassade des Chores angebracht. An der Stirnaußenwand des Chores befindet sich eine Blendädikula aus dem frühen 18. Jahrhundert. In dieser ist umgeben von Pilastern ein modernes Wandbild des St. Leonhard gemalt. Der Kirchturm ist im nördlichen Chorwinkel errichtet und mit einem Satteldach gedeckt. Kleeblattbogenfriese finden sich am Kirchturm am Obergeschoss und an der Giebelschräge. Im Turmobergeschoss befinden sich an drei Seiten Klangarkaden. Der Glockenstuhl ist mit 1775 MIGB bezeichnet. Im Untergeschoss des Kirchturmes befindet sich die Sakristei. Diese ist mit einem Kreuzrippengewölbe mit Scheibenschlussstein ausgestattet.

## Ausstattung
Der Hochaltar ist ein marmorierter Holzaufbau mit vergoldetem Dekor und wurde um 1770 geschaffen. Der Hochaltar ist eine von den Querhausaltären der Klosterkirche St. Alexander und Theodor von Ottobeuren angeregte Arbeit. Auf dem Altarblatt ist der hl. Leonhard dargestellt, wie dieser Gefangene besucht. Flankiert ist dieses von diagonal gestellten Freisäulen. Rechts und links davon befinden sich gefasste Holzfiguren des hl. Lukas und Johannes aus der Mitte des 18. Jahrhunderts.
Die beiden Seitenaltäre sind wie der Hochaltar marmorierte Holzaufbauten aus der gleichen Zeit. Die Altarbilder zeigen links den heiligen Franziskus und rechts den heiligen Antonius von Padua. Flankiert sind beide Altarbilder von Lisenen mit Rocailledekor. Die Deckengemälde der Kirche wurden gegen 1730 geschaffen. Im Zentrum des Langhauses ist die Dreifaltigkeit mit Maria und dem heiligen Leonhard dargestellt. Die ovalen Eckfelder zeigen Engel mit Attributen der drei christlichen Tugenden und des Neuen Testaments. Ein Gemälde in der Art des Johann Friedrich Sichelbein aus dem 18. Jahrhundert stellt die Kreuzigung dar.
In der Kirche befindet sich eine Reihe gefasster Holzfiguren. Dies sind aus der Zeit um 1720/1730 ein hl. Sebastian und von 1720 ein Salvator. Allesamt aus dem 18. Jahrhundert stammen die Darstellungen des hl. Leonhard, hl. Florian, hl. Georg und Martin, ein Kruzifixus und eine schmerzhafte Muttergottes. Eine weitere gefasste Holzfigur im Altarraum, allgemein für den hl. Magnus gehalten, dürfte wohl eher einen heiligen Bischof darstellen, wegen des Drachens als Attribut etwa den hl. Hilarius oder den hl. Godehard.